# Erythroxylum platycladum
Erythroxylum platycladum är en tvåhjärtbladig växtart som beskrevs av Boj.. Erythroxylum platycladum ingår i släktet Erythroxylum och familjen Erythroxylaceae. Inga underarter finns listade i Catalogue of Life.